# Xavier Sabata
Xavier Sabata Corominas (Aviá, Barcelona, 1976) es un contratenor español de ópera.
Sus inicios profesionales están asociados a la actividad teatral en la ciudad de Barcelona. Entre 2002 y 2006 estudió en el departamento de música antigua de la ESMUC en el aula de Marta Almajano, perfeccionándose en Alemania en la Hochshule de Karlsruhe en Liedgestaltung con Hartmut Höll y Mitsuko Shirai. También participó en clases magistrales dirigidas por Montserrat Figueras, cantante de música antigua y esposa de Jordi Savall.
En 2005 participó en el proyecto de voces jóvenes Le Jardin des Voix que lo promocionará internacionalmente de la mano de William Christie con Les Arts Florissants, que posteriormente lo invita a participar en una producción de La coronación de Popea de Monteverdi en la Opera de Lyon. Esta colaboración se repite en otros proyectos como Sant'Alessio de Stefano Landi donde interpreta el papel protagonista. Esta producción se presentó en Caen, Londres, Nueva York, París, Nancy, Luxemburgo y se grabó en DVD.
A partir de este momento se dedica plenamente a la ópera actuando sobre todo por Francia y Alemania, y convirtiéndose en un contratenor de solvencia y personalidad contrastada de la mano del mismo William Christie, René Jacobs, Fabio Biondi, Alan Curtis o Andrea Marcon. En 2009 participó en La coronación de Popea, en el Gran Teatro del Liceo, y en julio de 2012 se presentó en el Teatre Lliure con la producción de Friburgo del gran teatro del mundo, un montaje de Calixto Bieito que se vio al Griego 2012. Actuó en el Palacio de la Música Catalana, en su proyecto Händel Bad Guys sobre los villanos en las óperas del Barroco.
En 2014, después de ofrecer un recital en Australia, en el Festival Hobart Baroque, voló en París para presentar en el Teatro del Palacio de Versalles, la grabación de Tamerlano de Händel (Naïve), acompañado por Max Emanuel Cencic, John Mark Ainsley y Karina Gauvin, entre otros, bajo la batuta de Riccardo Minasi.
Sabata ha trabajado en el Barbican Hall de Londres, Teatro Real de Madrid, Théâtre des Champs-Élysées en París, Lincoln Center de Nueva York, o la Ópera Lorraine en Nancy. Ha colaborado con directores como René Jacobs, Jordi Savall, Eduardo López Banzo.

## Filmografía
- 1998 - Laberinto de sombras
- 2001 - Tiempo de silencio

## Discografía

### CD
- 2006 – Le Jardin Des Voix, William Christie, Les Arts Florissants (Virgin Classics)
- 2007 – Sopranos y Castrati en el Londres de Farinelli "Caro dardo"
- 2009 – Faramondo Georg Friedrich Händel (Virgin Classics)
- 2009 – Altus - From Castrato Tono Countertenor (Virgin Classics)
- 2010 – Handel: Amore X Amore Georg Friedrich Händel (Winter & Winte)
- 2013 - Handel. Bad Guys Händel (Aparte)
- 2014 - Tamerlano (Naïve)

### DVD
- 2008 — Il Santo'Alessio Stefano Landi (Virgin Classics)
- 2009 — El Orfeo Claudio Monteverdi (Dynamic)
- 2010 — Il ritorno de Ulisse in patria Claudio Monteverdi (Dynamic)